# 長門鉄道
長門鉄道（ながとてつどう）は、かつて日本国有鉄道（国鉄）山陽本線小月駅より分岐して西市駅までの18.2kmを結ぶ鉄道路線を有していた鉄道事業者である。
企業自体は、1942-1949年の間に戦時体制に基づく交通統制のため、下関市における路面電車を運営していた山陽電気軌道に統合されていた事があったが、1956年（昭和31年）に鉄道路線を全廃した後もバス会社となって1975年（昭和50年）まで残り、山陽電気軌道から社名を改めたサンデン交通に再合併された。なお、東下関駅  - 小串駅を建設し、幡生 - 小串は現在の西日本旅客鉄道（JR西日本）山陰本線西端に、残区間が山陽電気軌道の路線の一部（幡生線）になった長州鉄道とは、直接の関係はない。

## 沿革
- 1913年（大正2年）8月15日  長門軽便鉄道に対し鉄道免許状下付（豊浦郡小月村-同郡西市村間）[2]
- 1914年（大正3年）8月3日 長門軽便鉄道として会社設立、まもなく商号を長門鉄道[3]に変更
- 1918年（大正7年）10月7日 小月 - 西市開業[4]
- 1928年（昭和3年）
  - 2月1日 瓦斯倫動力併用認可[5]。旅客列車にガソリン動車併用開始
  - 4月25日 阿座上駅開業[6]
- 1942年（昭和17年）11月1日 鉄道省通達に基づく交通統制により山陽電気軌道に統合（10月30日 譲渡許可[7]）
- 1949年（昭和24年）
  - 2月11日 事業譲渡認可
  - 3月28日 長門鉄道会社設立
  - 4月1日 山陽電気軌道より事業譲渡を受ける
- 1956年（昭和31年）5月1日 鉄道事業を廃止
- 1960年（昭和35年）長鉄バスに改称
- 1975年（昭和50年）6月 旧称山陽電気軌道のサンデン交通に再統合

## 保有路線
もともと、西市からの木材輸送を目的に建設されたのが同線である。そのため、鉄道省線（国鉄）との貨車直通を考慮し、軌間は1067mmを採用していた。
最盛期は、年間100万の旅客利用があったともいわれるが、戦後混乱期を脱した1950年代前期には、当時急激に発達したバス輸送への利用移転が顕著になって旅客減少が始まったことから、いち早く転換し、廃止された。

### 路線データ
- 路線距離：小月－西市間18.2km
- 駅数：11駅（起終点駅含む）
- 軌間：1067mm
- 複線区間：なし（全線単線）
- 電化区間：なし（全線非電化）
- 動力：蒸気・内燃

車庫、工場は小月、給炭水設備は西市

### 運行概要

#### 1934年12月1日改正時
- 旅客列車本数：小月－西市7往復、小月－岡枝1往復
- 所要：全線50-57分

#### 廃止時
- 列車本数：旅客および混合列車9往復
- 所要：小月 - 西市約50分

### 駅一覧
開業時
- 小月駅 - 長門上市駅 - 上小月駅 - 下大野駅 - 上大野駅 - 田部駅 - 岡枝駅 - 込堂駅 - 西中山駅 - 石町駅 - 阿座上駅 - 西市駅
- 1919年11月1日に阿座上、上小月停留所廃止[8]。1928年4月に阿座上が復活[6]。

なお、駅以外の場所でも乗降を行ったことがあるとされる。

### 接続路線
- 小月駅：国鉄山陽本線

### 輸送・収支実績
| 年度 | 乗客（人） | 貨物量（トン） | 営業収入（円） | 営業費（円） | 益金（円） | その他損金（円）                 | 支払利子（円） | 政府補助金（円） |
| ---- | ---------- | -------------- | -------------- | ------------ | ---------- | -------------------------------- | -------------- | ---------------- |
| 1918 | 188,342    | 14,445         | 45,849         | 35,124       | 10,725     | 406                              | 29,873         |                  |
| 1919 | 286,565    | 23,753         | 86,327         | 64,197       | 22,130     | 4,076                            | 24,379         | 8,360            |
| 1920 | 281,170    | 28,504         | 109,445        | 73,388       | 36,057     | 雑損197                          | 24,920         | 3,634            |
| 1921 | 291,528    | 34,830         | 125,222        | 71,929       | 53,293     |                                  |                | 8,545            |
| 1922 | 289,707    | 32,306         | 120,501        | 70,425       | 50,076     |                                  |                | 13,257           |
| 1923 | 277,021    | 35,359         | 119,892        | 77,905       | 41,987     | 雑損4,756                        | 22,211         | 18,994           |
| 1924 | 278,209    | 36,075         | 116,372        | 84,229       | 32,143     | 雑損8,691                        | 22,913         | 24,989           |
| 1925 | 278,209    | 36,075         | 116,372        | 84,229       | 32,143     | 雑損8,691                        | 22,913         | 24,989           |
| 1926 | 297,888    | 33,088         | 113,430        | 89,913       | 23,517     | 雑損114                          | 23,456         | 31,425           |
| 1927 | 326,652    | 35,740         | 116,706        | 92,059       | 24,647     |                                  | 23,081         | 31,540           |
| 1928 | 336,459    | 40,006         | 122,815        | 93,050       | 29,765     |                                  | 22,191         | 28,501           |
| 1929 | 346,889    | 41,881         | 126,067        | 79,985       | 46,082     |                                  | 21,023         | 6,576            |
| 1930 | 348,855    | 36,852         | 119,164        | 75,104       | 44,060     |                                  | 20,118         |                  |
| 1931 | 312,255    | 25,509         | 97,123         | 65,681       | 31,442     |                                  | 19,227         |                  |
| 1932 | 257,289    | 23,652         | 81,419         | 54,594       | 26,825     | 雑損300自動車101                 | 18,492         |                  |
| 1933 | 256,386    | 22,977         | 78,030         | 43,868       | 34,162     | 雑損14,711自動車1,007            | 17,841         |                  |
| 1934 | 262,675    | 25,443         | 80,598         | 43,250       | 37,348     | 自動車3,060                      | 16,583         |                  |
| 1935 | 231,374    | 24,804         | 78,341         | 55,103       | 23,238     | 自動車6,751                      | 14,301         |                  |
| 1936 | 314,419    | 41,798         | 124,136        | 77,262       | 46,874     | 雑損16,818自動車8,022            | 21,253         |                  |
| 1937 | 249,081    | 29,227         | 91,393         | 62,099       | 29,294     | 自動車5,260雑損3,089償却金22,000 | 11,311         | 12,346           |
| 1939 | 324,346    | 35,867         |                |              |            |                                  |                |                  |
| 1941 | 525,010    | 55,677         |                |              |            |                                  |                |                  |
| 1943 | 805,458    | 55,615         |                |              |            |                                  |                |                  |
| 1945 | 986,939    | 36,475         |                |              |            |                                  |                |                  |
| 1952 | 720,542    | 28,017         |                |              |            |                                  |                |                  |
| 1955 | 559千      | 17,015         |                |              |            |                                  |                |                  |

- 鉄道院年報、鉄道院鉄道統計資料、鉄道省鉄道統計資料、鉄道統計資料、鉄道統計、国有鉄道陸運統計、私鉄統計年報各年度版

### 車両

#### 開業当時
蒸気機関車2両（101, 102。鉄道省1045形と同形）、客車4両、貨車7両
技師長が長州鉄道と兼務だったため、同形の車両を採用した。
蒸気機関車は「長門ポッポ」と呼ばれていた。ポーター社製で、全長6.5m、幅2.3m、高さ3m、重量15t。このうち101号は1947年に東洋レーヨン滋賀工場に譲渡され、同工場では103号に改番されて入換機として1964年まで使用された。

#### 大正末年
蒸気機関車3両、客車5両、貨車27両

#### 山陽電気軌道より分離時
蒸気機関車8両、ガソリン動車3両、客車5両、貨車50両

#### 廃止時
蒸気機関車2両、ディーゼル機関車（高田機工製1954年竣工届）1両、ディーゼル動車3両、客車1両、貨車14両

#### 車両数の推移
| 年度      | 機関車 | ガソリンカー | 客車 | 貨車 | 貨車 |
| 年度      | 機関車 | ガソリンカー | 客車 | 有蓋 | 無蓋 |
| --------- | ------ | ------------ | ---- | ---- | ---- |
| 1918      | 2      |              | 4    | 7    | 8    |
| 1919-1920 | 2      |              | 4    | 7    | 13   |
| 1921      | 2      |              | 4    | 12   | 13   |
| 1922      | 3      |              | 4    | 12   | 18   |
| 1923      | 3      |              | 4    | 12   | 23   |
| 1924      | 3      |              | 4    | 12   | 18   |
| 1925      | 3      |              | 4    | 12   | 18   |
| 1926-1927 | 3      |              | 5    | 12   | 18   |
| 1928      | 3      | 1            | 5    | 12   | 18   |
| 1929-1936 | 3      | 2            | 5    | 12   | 18   |
| 1937      | 2      | 3            | 5    | 12   | 18   |

#### 保存車両

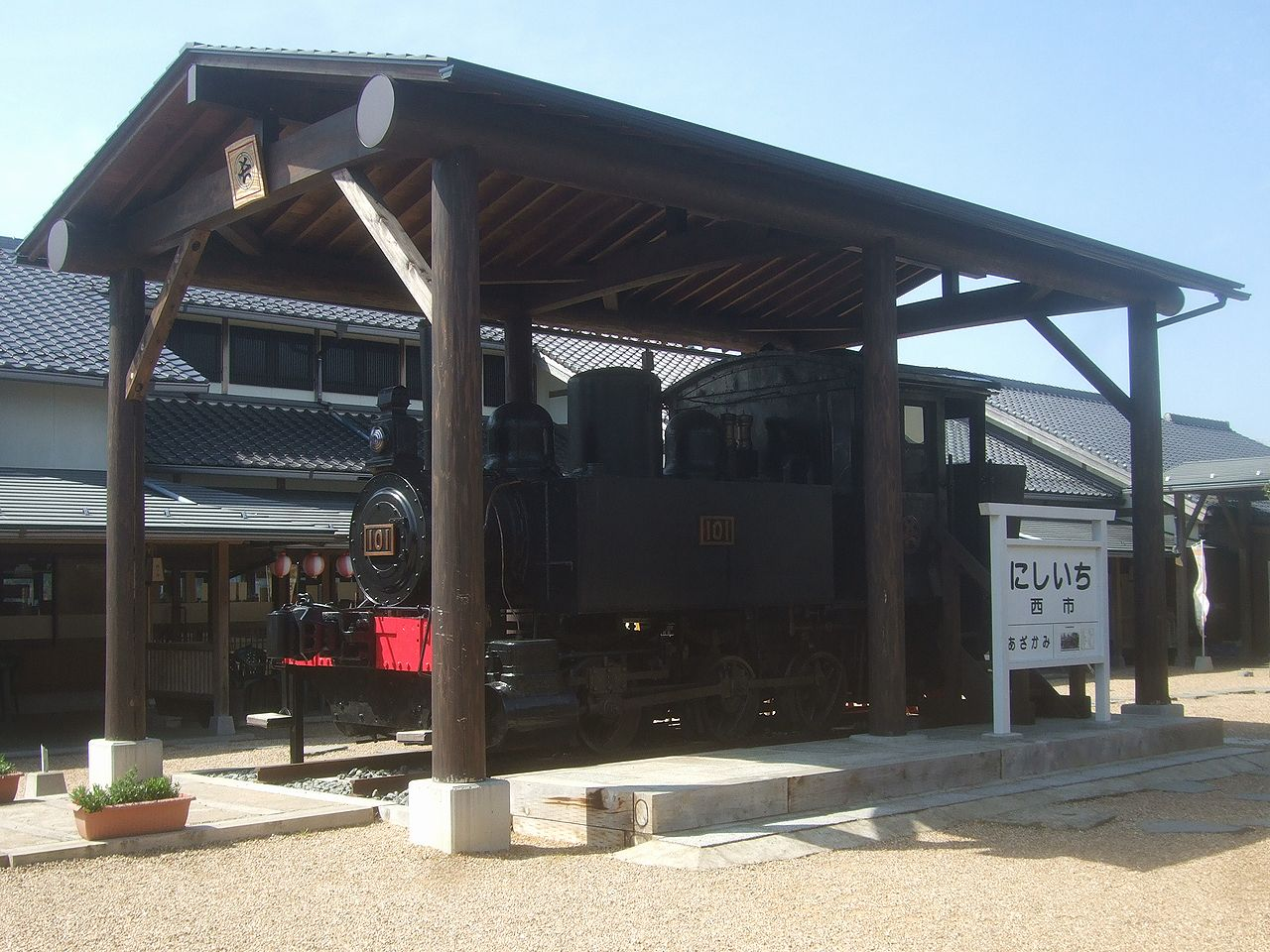
道の駅蛍街道西ノ市に保存された長門鉄道101

東洋レーヨン滋賀工場に譲渡された蒸気機関車101号（→東レ滋賀工場103号）は1964年に廃車後、宝塚ファミリーランドに保存され、2003年に同園が閉園したことにより京都府与謝野町の加悦SL広場に移設され、常設展示されていた。加悦SL広場の閉園に伴い、下関市の地元有志らが設立した「長門ポッポを守る会」に無償譲渡され、2021年（令和3年）に山口県下関市豊田町にある道の駅蛍街道西ノ市に陸送され同所で保存展示されている。なお道の駅蛍街道西ノ市での保存後、ナンバープレートは長門鉄道時代の番号の101となり、長門鉄道の社紋が取り付けられている。

## 逸話
鉄道趣味者の湯口徹は、長門鉄道廃止後の後年に訪問した、近隣の防石鉄道の関係者から次のような逸話を聞いているという。
1956年の長門鉄道線廃止に際し、同線の新旧車両が余剰となることから、山口県内の近隣小私鉄同士での付き合いがあった防石鉄道、船木鉄道の職員らが長門鉄道を訪れ、善後策を協議していた。そこへ当時の西日本でも気動車保有最多の有力私鉄であった滋賀県の江若鉄道の担当者が、やはり余剰車買い付けの目的で来訪した。ところがその際、江若の担当者は、大手風を吹かせ、山口県の小私鉄各社の社員たちを大いに立腹させるほど傲慢な振る舞いを見せた模様である。
江若は当時の長門鉄道車でも最大でピカ一と言える存在だった元国鉄キハ42000形42017号の払い下げ再生ガソリンカー・キハ11を、長門鉄道自社発注の小型ガソリンカー・キコハ1共々購入することになった。長門、防石、船木の3社社員は江若への腹いせのため、キハ11を江若側に引き渡しする直前に集まって、エンジンを在庫したスペアの中でも最悪の廃物にすりかえる交換作業をやってのけ、素知らぬ顔で江若に引き渡して3社で祝杯を挙げたという。